# Superintendencia de Educación Superior (Chile)
La Superintendencia de Educación Superior de Chile (SES) es un organismo descentralizado, creado en 2018 por la Ley de Reforma a la Educación Superior de 2018, que busca fiscalizar a las universidades, Centros de formación técnica e Institutos profesionales chilenos en el cumplimiento de la normativa. 
El actual superintendente es José Miguel Salazar, abogado de la Universidad Diego Portales y doctor en Educación en la Universidad de Melbourne.

## Historia
Como parte de la modernización de la estructura de gobierno de, se optó por separar roles en 3 organismos. Similarmente a lo ya hecho en educación escolar, para la educación superior se separan los roles entre:
- Subsecretaría de Educación Superior (parte del Ministerio de Educación)
- Superintendencia de Educación Superior
- Comisión Nacional de Acreditación (CNA)

La ley daba un plazo de 12 meses para la puesta en marcha de la superintendencia pero el gobierno de la época nombró al primer superintendente en menos de 6 meses para apurar así el funcionamiento de la nueva institucionalidad.

## Funciones
Dentro de las funciones de la superintendencia están:

Junto con la creación de esta nueva Superintendencia, la cual es dotada de facultades y atribuciones específicas para fiscalizar y sancionar los incumplimientos legales, se establecen obligaciones periódicas de información para las diversas instituciones de educación superior. Este nuevo organismo deberá además mantener dicha información a disposición de la ciudadanía, para dar mayor transparencia. Asimismo, podrá recibir reclamos y denuncias por parte de estudiantes y otras personas afectadas en casos de vulneración de las normas.

## Superintendentes
- Jorge Avilés Barros (agosto de 2018 - abril de 2022)
- Gerardo Egaña Durán (subrogante, abril de 2022 - enero de 2023)
- José Miguel Salazar (27 de enero de 2023 - En el cargo)[6]